# Vodnik (vojaški čin)
Vodnik je podčastniški vojaški čin.

V skladu s Natovim standardom STANAG 2116 čin spada v razred OR-5.Tipične dolžnosti so poveljnik posadke, poveljnik oddelka, PČ specialist, vodja posebne skupine.
Vodnik praviloma poveljuje oddelku (začetna oz. osnovna podčastniška dolžnost). Izjemoma poveljuje skupini, če je to določeno s formacijo,  Uri in usposablja posameznika in skupine v oddelku. Razvija in vzdržuje bojno pripravljenost. Izvaja bojne postopke. Vzdržuje disciplino in nadzira izvajanje nalog. Pozna program usposabljanja, pravilnike, normative, ter jih v praksi dosledno upošteva. Dnevno spremlja, preverja in ocenjuje znanje podrejenih.
Vodnik deluje v okolju kjer se »krešejo iskre«. Lahko bi ga tudi opisali kot točko, kjer se srečata kladivo in nakovalo. Ne glede na to, da je najnižji po činu v podčastniški liniji, ima največji neposredni vpliv na podrejene. Vojaki, ki so glavna moč vojske se vedno najprej srečajo z vodnikom kot prvim podčastnikom v liniji poveljevanja. Največkrat je njihov vzor ter je odgovoren za osebni izgled in urejenost vojakov.
Slovenska vojska :'